# Кам'янка (Ріпкинська селищна громада)
Ка́м'янка — село в Україні, у Ріпкинській селищній громаді Чернігівського району Чернігівської області. Населення становить 90 осіб. До 2020 року орган місцевого самоврядування — Задеріївська сільська рада.  

## Географія
Відстань до адміністративного центру селищної громади становить близько 24 км і проходить автошляхом місцевого значення. У селі знаходиться річковий пункт контролю Кам'янка через річку Дніпро із Білоруссю. На іншому березі розташоване селище міського типу Лоєв.

## Історія
Село засноване 1721 року.
12 червня 2020 року, відповідно до розпорядження Кабінету Міністрів України № 730-р «Про визначення адміністративних центрів та затвердження територій територіальних громад Чернігівської області», село увійшло до складу Ріпкинської селищної громади.
19 липня 2020 року, в результаті адміністративно-територіальної реформи та ліквідації Ріпкинського району, село увійшло до складу Чернігівського району.

## Населення

### Мова
Розподіл населення за рідною мовою за даними перепису 2001 року:
| Мова       | Кількість | Відсоток |
| ---------- | --------- | -------- |
| українська | 85        | 94.44%   |
| російська  | 4         | 4.45%    |
| білоруська | 1         | 1.11%    |
| Усього     | 90        | 100%     |

## Відома особа
Уродженцем села є відомий музикознавець Хведір Стешко.